# Masi (Radhersteller)

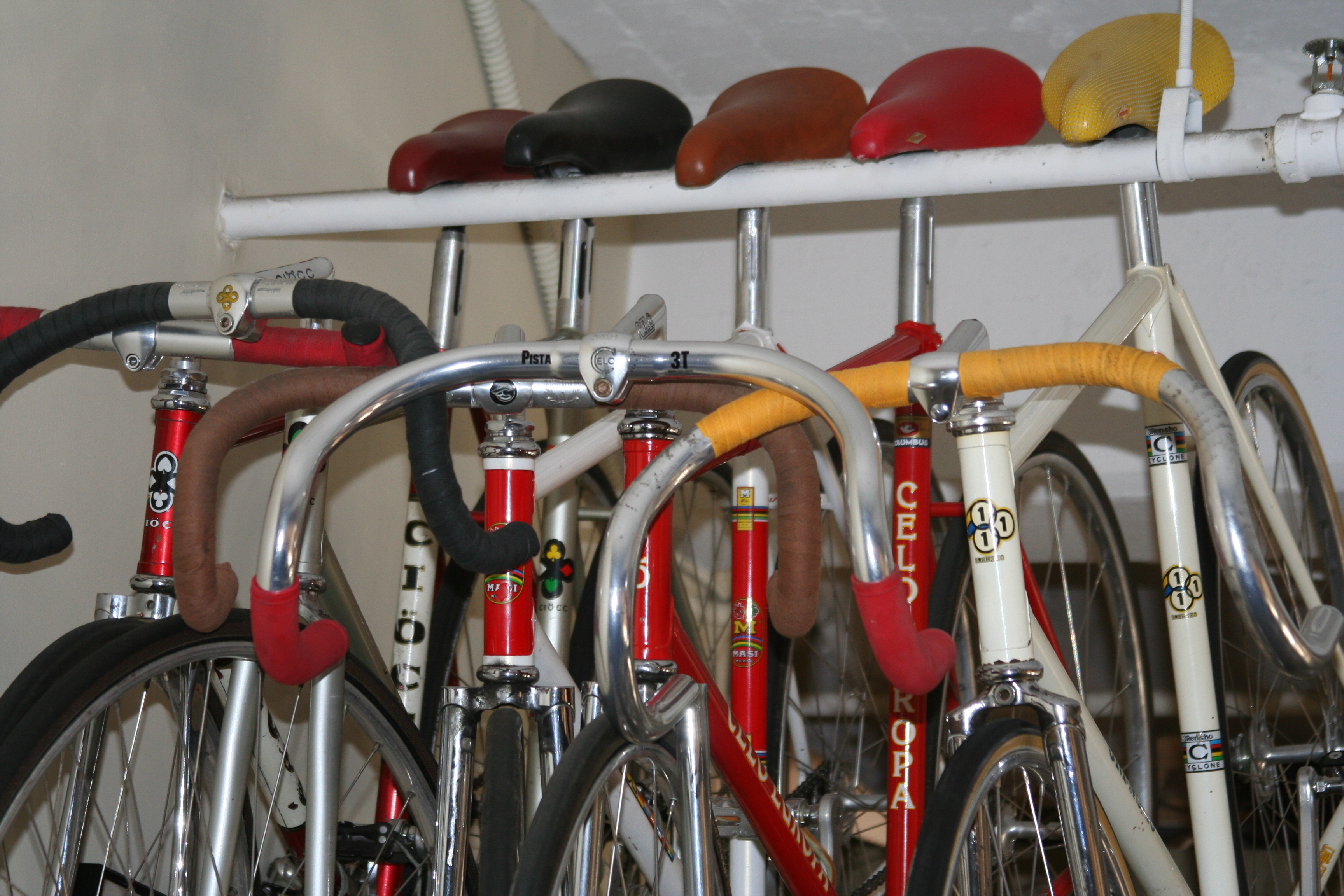
Mehrere Rennräder, in der Mitte zwei von Masi

Masi ist ein italienischer Hersteller von Renn- und Bahnrädern. Durch den Verkauf des Namens und der Marke Cicli Masi in die USA entstanden zwei Hersteller von Masi-Fahrräder. Die ursprüngliche Firma produziert in Italien und die andere hat ihren Firmensitz in Vista, Kalifornien.

## Geschichte
Faliero Masi begann 1952 im Velodromo Maspes-Vigorelli in Mailand mit der Herstellung von Fahrradrahmen, nachdem er eine Karriere als Rennfahrer und Team-Mechaniker hinter sich hatte. 1973 hat sein Sohn Alberto das Geschäft im Velodromo Maspes-Vigorelli übernommen.
Nachdem der Name und das Cicli Masi an den US-amerikanischen Geschäftsmann Roland Sahm verkauft wurden, begann Faliero mit zwei Assistenten in einer neuen Fertigung in Carlsbad, Kalifornien mit der Produktion von Fahrrädern-
Streitigkeiten über Produktionszahlen führten zu einem Bruch in den Beziehungen zwischen Masi und dem amerikanischen Investoren und Faliero kehrte nach Italien zurück. Die Vermarktungsrechte von Cicli Masi für USA verblieb ebenda. Somit konnte die Familie Masi keine Fahrräder unter ihrem Namen in den USA verkaufen. Die Rechte für Namen und Cicli Masi für USA hat die Firma Haro Bikes.
Die Familie Masi hat weiter Fahrräder in Italien produziert. Später hat Alberto Masi eigene Fahrräder unter dem Namen Milano 3V in den USA wieder verkauft.
Viele bekannte Radsport-Profi fuhren Masi, wie zum Beispiel Jacques Anquetil, Antonio Maspes, Enzo Sacchi und Fausto Coppi. Man sagt auch, dass andere Rennfahrer Masi fuhren, unter anderem Felice Gimondi und Eddy Merckx, dies aber nicht publik wurde, weil die Räder mit den Namen der Team-Sponsoren beschriftet waren.

## Technik
Masi hat schon sehr frühzeitig auf verschiedene Techniken zurückgegriffen, welche von anderen Herstellern erst später benutzt wurden. Hierzu gehören vergrößerte Durchmesser für die Rahmenrohre (Oversize) und verringerte Wandstärken. Weiterhin benutzte Masi hochvergütete Stahlsorten, z. B. Reynolds 753 und eine spezielle Muffen-Technik.

## Filme
Im Film Vier irre Typen – Wir schaffen alle, uns schafft keiner aus dem Jahr 1979 benutzt Dave Stoller, dargestellt von Dennis Christopher, ein Masi-Rennrad.